# Kaldyčeva
Kaldyčeva (bělorusky Калдычэва, rusky Колдычево) je obec v Baranavickém rajónu v Brestské oblast, na řece Ščara. Nachází se 6 km jihovýchodně od města Haradzišča, 16 km severně od města Baranavičy, severně od Kaldyčeŭského jezera. Kaldyčeva náleží pod správu Haradziščanského selsovětu. Leží na silniční komunikaci Baranovičy – Navahrudak, 2 km od toku řeky Ščara. U vesnice pramení řeka Ščara.

## Historie
Jméno obce je z písemných pramenů známé již od 16. století. V polovině 17. století byla Kaldyčeva administrativním centrem Navahrudského povětu. Po druhém dělení Polska (1793) byla obec podřízena Ruskému impériu pod správou Haradziščanské volosti Navahrudského ujezdu Minské gubernie. Následkem Rižského míru (1921) byla obec přidělena Polsku, konkrétně Haradziščanské gmině. Od roku 1939 byla Kaldyčeva součástí BSSR.
Během Velké vlastenecké války od konce června 1941 do července 1944 byla vesnice obsazena německými fašistickými okupanty, kteří v roce 1942 zde vytvořili tábor smrti, ve kterém docházelo k masovému vyvražďování místního obyvatelstva. V jednu dobu zde bylo drženo 10 000 lidí. Před ústupem nacistických vojsk v noci ze dne 30. června 1944 Němci zastřelili každého, kdo by byl ještě naživu, a zničili poslední stopy tábora. Jen v Kaldyčeŭském táboře smrti bylo zabito více než 22 tisíc osob.

## Demografie
- 1897: 22 obyv.
- 1939: 430 obyv.
- 1971: 398 obyv., 142 stavení
- 1998: 164 obyv., 107 stavení
- 2005: 140 obyv., 74 stavení

## Pamětihodnosti
Na místě masového hrobu se nachází socha ženy, která připomíná smutnou historii a nese ruský nápis „Na tomto místě a jeho okolí je pohřbeno 22 tisíc sovětských patriotů zabitých německými fašistickými okupanty v letech 1942–1944“.